# Les Invitations dangereuses
Pour plus de détails, voir Fiche technique et Distribution.
Les Invitations dangereuses (The Last of Sheila) est un film américain réalisé par Herbert Ross, sorti en 1973.

## Fiche technique
- Titre original : The Last of Sheila
- Titre français : Les Invitations dangereuses
- Réalisation : Herbert Ross
- Scénario : Stephen Sondheim et Anthony Perkins
- Photographie : Gerry Turpin
- Musique : Billy Goldenberg
- Société de production : Warner Bros.
- Pays d'origine :  États-Unis
- Format : Couleurs - 1,85:1 - Mono
- Genre : thriller
- Durée : 120 minutes
- Date de sortie : 
  - États-Unis : 14 juin 1973
  - France : 8 novembre 1973[1]

## Distribution
- Richard Benjamin (VF : Dominique Paturel) : Tom
- Dyan Cannon (VF : Paule Emanuele) : Christine
- James Coburn (VF : Denis Savignat) : Clinton Green
- Joan Hackett (VF : Sylviane Mathieu) : Lee
- James Mason (VF : Roland Ménard) : Philip
- Ian McShane (VF : Daniel Gall) : Anthony
- Raquel Welch (VF : Nelly Benedetti) : Alice